# Mahmoud Sadeghi
Mahmoud Sadeghi (persan : محمود صادقی), né le 22 mars 1962 à Aligoudarz, est un homme politique iranien.
Il siège au Parlement iranien.